# Schemat blokowy (automatyka)
Schemat blokowy (schemat strukturalny, ang. block diagram) – w teorii sterowania użyteczna i prosta graficzna metoda analizy układów regulacji. Przy analizie i projektowaniu układów często bardzo użyteczne jest graficzne przedstawienie modelu strukturalnego układu, można wówczas stworzyć model w postaci schematu blokowego.

## Człony połączone szeregowo

### Połączenie szeregowe opisane w dziedzinie czasu
Gdy dwa lub więcej członów zostanie połączone szeregowo, mogą one być wówczas zastąpione jednym, reprezentującym je członem (układem), który będzie można określić przez złożenie poszczególnych członów składowych.
Jeśli dane są dwa układy f(t) i g(t) to można połączyć je ze sobą szeregowo tak, by wyjście układu f(t) stało się wejściem do układu g(t). Dalsza analiza zależy od tego, czy korzysta się klasycznych czy nowoczesnych metod analizy.
Jeśli zdefiniuje się wyjście pierwszego układu jako h(t), to h(t) można wyrazić jako:
{\displaystyle h(t)=x(t)\cdot f(t).}
Teraz, można zdefiniować wyjście układu y(t) korzystając z wyrażenia h(t):
{\displaystyle y(t)=h(t)\cdot g(t).}
Można rozwinąć h(t):
{\displaystyle y(t)=[x(t)\cdot f(t)]\cdot g(t),}
ale ponieważ splot jest działaniem łącznym, można powyższą zależność zapisać jako:
{\displaystyle y(t)=x(t)\cdot [f(t)\cdot g(t)].}
Układ zostanie więc uproszczony jak przedstawiono niżej:

### Transmitancja członów połączonych szeregowo
Gdy dwa lub więcej członów zostanie połączone szeregowo, mogą one być wówczas zastąpione jednym, reprezentującym je członem (układem), którego transmitancją zastępczą będzie iloczyn transmitancji poszczególnych członów składowych.
W dziedzinie czasu wiadomo, że:
{\displaystyle y(t)=x(t)\cdot [f(t)\cdot g(t)],}
ale w dziedzinie częstotliwości wiadomo, że splot staje się mnożeniem, a więc powyższe równanie można zapisać jako:
{\displaystyle Y(s)=X(s)[F(s)G(s)].}
Układ przedstawiony w dziedzinie częstotliwości będzie wówczas wyglądał, jak pokazano poniżej:

### Człony połączone szeregowo opisane równaniami w przestrzeni stanów
Gdy dwa układy połączone szeregowo (na przykład układ F i układ G) i wyjście z układu F jest wejściem do układu G, to można zapisać równania stanu dla każdego z poszczególnych układów.
układ 1:
{\displaystyle x_{F}'=A_{F}x_{F}+B_{F}u}
{\displaystyle y_{F}=C_{F}x_{F}+D_{F}u}
układ 2:
{\displaystyle x_{G}'=A_{G}x_{G}+B_{G}y_{F}}
{\displaystyle y_{G}=C_{G}x_{G}+D_{G}y_{F}}
Można teraz zapisać łączne równania zastępcze dające całkowitą odpowiedź układu H, którego wejście to u a wyjście yG:
{\displaystyle {\begin{bmatrix}x_{G}'\\x_{F}'\end{bmatrix}}={\begin{bmatrix}A_{G}&B_{G}C_{F}\\0&A_{F}\end{bmatrix}}{\begin{bmatrix}x_{G}\\x_{F}\end{bmatrix}}+{\begin{bmatrix}B_{G}D_{F}\\B_{F}\end{bmatrix}}u}
{\displaystyle {\begin{bmatrix}y_{G}\\y_{F}\end{bmatrix}}={\begin{bmatrix}C_{G}&D_{G}C_{F}\\0&C_{F}\end{bmatrix}}{\begin{bmatrix}x_{G}\\x_{F}\end{bmatrix}}+{\begin{bmatrix}D_{G}D_{F}\\D_{F}\end{bmatrix}}u}

## Człony połączone równolegle
Członów (określonych przez bloki) nie można zestawić równolegle bez użycia sumatora. Człony połączone sumatorem pokazane powyżej mają całkowitą transmitancję zastępczą określoną jako:
{\displaystyle Y(s)=X(s)[F(s)+G(s)].}
Ponieważ transformata Laplace’a jest liniowa, można z łatwością przejść do dziedziny czasu, zamieniając mnożenie na splot:
{\displaystyle y(t)=x(t)\cdot [f(t)+g(t)].}

## Transmitancja zastępcza układu z ujemnym sprzężeniem zwrotnym
Niech dany będzie układ zamknięty z ujemnym sprzężeniem zwrotnym. Zdefiniujmy pośredni sygnał Z pokazany na diagramie poniżej:
Korzystając z powyższego schematu, można napisać:
{\displaystyle Y(s)=Z(s)G(s)\Rightarrow Z(s)={\frac {Y(s)}{G(s)}}}
{\displaystyle X(s)-Y(s)H(s)=Z(s)={\frac {Y(s)}{G(s)}}}
{\displaystyle \Rightarrow X(s)=Y(s)\left[{1+G(s)H(s)}\right]/G(s)}
{\displaystyle \Rightarrow {\frac {Y(s)}{X(s)}}={\frac {G(s)}{1+G(s)H(s)}}}

## Zestawienie uproszczeń schematów blokowych
Schematy blokowe można upraszczać systematycznie (krok po kroku).
| Przekształcenie | Przekształcenie                                     | Równanie                                        | Schemat blokowy | Równoważny schemat blokowy |
| --------------- | --------------------------------------------------- | ----------------------------------------------- | --------------- | -------------------------- |
| 1               | Człony pracujące kaskadowo (połączone szeregowo)    | {\displaystyle Y=\left(P_{1}P_{2}\right)X}      |                 |                            |
| 2               | Łączenie członów połączonych równolegle             | {\displaystyle Y=P_{1}X\pm P_{2}X}              |                 |                            |
| 3               | Przesunięcie członu z pętli w przód                 | {\displaystyle Y=P_{1}X\pm P_{2}X}              |                 |                            |
| 4               | Usunięcie pętli sprzężenia zwrotnego                | {\displaystyle Y=P_{1}\left(X\mp P_{2}Y\right)} |                 |                            |
| 5               | Przesunięcie członu z pętli sprzężenia zwrotnego    | {\displaystyle Y=P_{1}\left(X\mp P_{2}Y\right)} |                 |                            |
| 6               | Zmiana położenia węzłów sumacyjnych                 | {\displaystyle Z=W\pm X\pm Y}                   |                 |                            |
| 6               | Zmiana położenia węzłów sumacyjnych                 | {\displaystyle Z=W\pm X\pm Y}                   |                 |                            |
| 7               | Przesuwanie węzła sumacyjnego przed człon           | {\displaystyle Z=PX\pm Y}                       |                 |                            |
| 8               | Przesuwanie węzła sumacyjnego za człon              | {\displaystyle Z=P\left(X\pm Y\right)}          |                 |                            |
| 9               | Przesuwanie węzła zaczepowego przed człon           | {\displaystyle Y=PX}                            |                 |                            |
| 10              | Przesuwanie węzła zaczepowego za człon              | {\displaystyle Y=PX}                            |                 |                            |
| 11              | Przesuwanie węzła zaczepowego przed węzeł sumacyjny | {\displaystyle Z=W\pm X}                        |                 |                            |
| 12              | Przesuwanie węzła zaczepowego za węzeł sumacyjny    | {\displaystyle Z=X\pm Y}                        |                 |                            |

## Sumatory i multiplikatory
Niektóre układy mogą zawierać dedykowane urządzenia sumujące lub mnożące (multiplikatory), które automatycznie dodają lub mnożą transmitancje w układach złożonych z kilku członów.